# Canjambari (region Oio)
Canjambari (również Canjambari Morcunda) – wieś w Gwinei Bissau, w regionie Oio.